# 무로란 공업대학
무로란 공업대학(일본어: 室蘭工業大学 무로란코교다이가쿠[*], Muroran Institute of Technology)은 일본의 국립 대학이다. 대학 본부는 홋카이도 무로란시에 있다.

## 연혁
무로란 공업대학은 1949년에 무로란 공업전문학교(室蘭工業專門學校)와 홋카이도 대학 부속 토목전문부(北海道大學附屬土木專門部)를 통합하여 설립되었다.
무로란 공업전문학교는 1939년에 무로란 고등 공업학교라는 이름으로 설립되었다. 중일 전쟁 시대에 일본 문부성이 공업기술자를 양성하기 위해 설립한 7개 고등 공업학교 중 하나이다 (기타 6개: 모리오카, 다가, 오사카, 니하마, 우베, 구루메). 이 학교의 캠퍼스가 지금의 공업대학 캠퍼스이다.
홋카이도 대학 부속 토목전문부는 1887년에 삿포로 농업학교(홋카이도 대학의 전신) 토목과로 설립되었다. 삿포로 농업학교가 대학이 된 뒤도 전문학교로 계속하여 현재의 공업대학 건축 사회기반 계 학과의 모체가 되었다.
- 1949년 : 무로란 공업대학 발족. 공학부 설치.
- 1964년 : 공학부 제2부 (야간부) 설치.
- 1965년 : 대학원 석사과정 설치.
- 1990년 : 대학원 박사과정 설치.

이하, 무로란 공업대학에 통합된 구 학교들의 연혁이다.
- 1939년 : 무로란 고등 공업학교 설립.
학과: 기계과, 전기과, 공업화학과, 채광과, 야금과.
- 1941년 : 현 미즈모토(水元) 캠퍼스로 이전.
- 1944년 : 무로란 공업전문학교로 개칭.
- 1949년 : 무로란 공업대학의 모체가 됨.

- 1887년 : 삿포로 농업학교 토목과(札幌農學校土木科) 설립.
- 1897년 : 삿포로 농업학교 토목공학과로 개칭.
- 1907년 : 도호쿠 제국대학 농과대학 부설 토목공학과로 개칭.
- 1918년 : 홋카이도 제국대학 부속 토목전문부로 개칭.
- 1947년 : 홋카이도 대학 부속 토목전문부로 개칭.
- 1949년 : 무로란 공업대학 토목공학과의 모체가 됨.

## 캠퍼스
- 홋카이도 무로란시 미즈모토초(水元町) 27-1.

## 조직

### 학부
- 공학부
  - 건축 사회기반 계 학과
  - 기계 항공 창조 계 학과
  - 응용 이화학 계 학과
  - 정보 전자 공학 계 학과

### 대학원
- 공학 연구과

### 부속기관
- 도서관
- 지역 공동 연구 개발 센터
- 기계 분석 센터
- 환경 에너지 시스템 재료 연구 기구
- 환경과학 방재연구 센터
- 항공 우주 기 시스템 연구 센터